# Campionati europei di skeleton 2017
I Campionati europei di skeleton 2017, ventitreesima edizione della manifestazione organizzata dalla Federazione Internazionale di Bob e Skeleton, si sono tenuti il 14 e il 15 gennaio 2017 a Winterberg, in Germania, sulla pista Veltins-Eisarena, il tracciato sul quale si svolsero le rassegne continentali del 1984, del 1988 (unicamente nella specialità maschile) e del 2011 (anche in quella femminile). La località della Renania Settentrionale-Vestfalia ha quindi ospitato le competizioni europee per la quarta volta nel singolo maschile e per la seconda in quello femminile. Anche questa edizione si è svolta con la modalità della "gara nella gara" contestualmente alla quarta tappa della Coppa del Mondo 2016/2017 e ai campionati europei di bob 2017.

## Risultati

### Skeleton uomini
La gara si è disputata il 14 gennaio 2017 nell'arco di due manches ed hanno preso parte alla competizione 18 atleti rappresentanti 9 differenti nazioni.
| Pos. | Atleti                 | Nazione     | Tempo   | Distacco |
| ---- | ---------------------- | ----------- | ------- | -------- |
|      | Martins Dukurs         | Lettonia    | 1:52.04 |          |
|      | Tomass Dukurs          | Lettonia    | 1:52.66 | +0.62    |
|      | Aleksandr Tret'jakov   | Russia      | 1:52.71 | +0.67    |
| 4    | Christopher Grotheer   | Germania    | 1:52.78 | +0.74    |
| 5    | Nikita Tregubov        | Russia      | 1:52.89 | +0.85    |
| 5    | Axel Jungk             | Germania    | 1:52.89 | +0.85    |
| 7    | Alexander Gassner      | Germania    | 1:53.48 | +1.44    |
| 8    | Dominic Edward Parsons | Regno Unito | 1:54.09 | +2.05    |
| 9    | Ander Mirambell        | Spagna      | 1:54.45 | +2.41    |
| 10   | Jack Thomas            | Regno Unito | 1:54.55 | +2.51    |

### Skeleton donne
La gara si è disputata il 15 gennaio 2017 nell'arco di una sola manche sulle due previste in quanto la prima è stata cancellata per neve troppo abbondante. Hanno preso parte alla competizione 15 atlete rappresentanti 9 differenti nazioni.. 
| Pos. | Atleti             | Nazione     | Tempo | Distacco |
| ---- | ------------------ | ----------- | ----- | -------- |
|      | Jacqueline Lölling | Germania    | 58.12 |          |
|      | Janine Flock       | Austria     | 58.28 | +0.16    |
|      | Tina Hermann       | Germania    | 58.37 | +0.25    |
| 4    | Lizzy Yarnold      | Regno Unito | 58.51 | +0.39    |
| 5    | Kimberley Bos      | Paesi Bassi | 58.58 | +0.46    |
| 6    | Laura Deas         | Regno Unito | 58.63 | +0.51    |
| 7    | Lelde Priedulēna   | Lettonia    | 58.81 | +0.69    |
| 8    | Anna Fernstädt     | Germania    | 58.84 | +0.72    |
| 9    | Kim Meylemans      | Belgio      | 59.07 | +0.95    |
| 10   | Joska le Conté     | Paesi Bassi | 59.19 | +1.07    |

## Medagliere
| Posizione | Paese    | Oro | Argento | Bronzo | Totale |
| --------- | -------- | --- | ------- | ------ | ------ |
| 1         | Lettonia | 1   | 1       | 0      | 2      |
| 2         | Germania | 1   | 0       | 1      | 1      |
| 3         | Austria  | 0   | 1       | 0      | 1      |
| 4         | Russia   | 0   | 0       | 1      | 1      |
| Totale    | Totale   | 2   | 2       | 2      | 6      |